# Isopimpinellina
L'isopimpinellina è una sostanza organica naturale appartenente alla famiglia delle furanocumarine, presente in particolare nella buccia di agrumi quali il lime, nel basilisco e nella pimpinella.